# 圣三一主教座堂 (亚的斯亚贝巴)
圣三一主教座堂是位於衣索比亞首都亚的斯亚贝巴的埃塞俄比亞正統台瓦西多教會（埃塞俄比亞正教）教堂，是埃塞俄比亚重要的一处宗教胜地，地位僅次於阿克蘇姆的錫安聖母主教座堂。

## 歷史
聖三一大教堂是為了紀念衣索比亞與義大利佔領軍抗戰5年得到解放而興建的，這座教堂最初由孟尼利克二世所修建，原先為一座木製的教堂；1928年由佐迪圖女王開始改建奠基，1936年因義大利再次入侵而工程中斷，1942年，由流亡回國的海爾·塞拉西一世接續了教堂的修建。1944年1月8日，教堂舉行落成典禮。

## 建築
不同於衣索比亞古老的東正教教堂，聖三一大教堂的建築形式更接近西方的教堂，內部擁有許多彩色玻璃花窗。教堂同時也被作为皇室陵墓的所在地，末代皇帝海爾塞拉西及皇后阿克蘇姆都安葬於此；同時也安葬者許多因反抗義大利而犧牲的衣索比亞人。2012年逝世的前衣索比亞總理梅莱斯·泽纳维也葬在此。

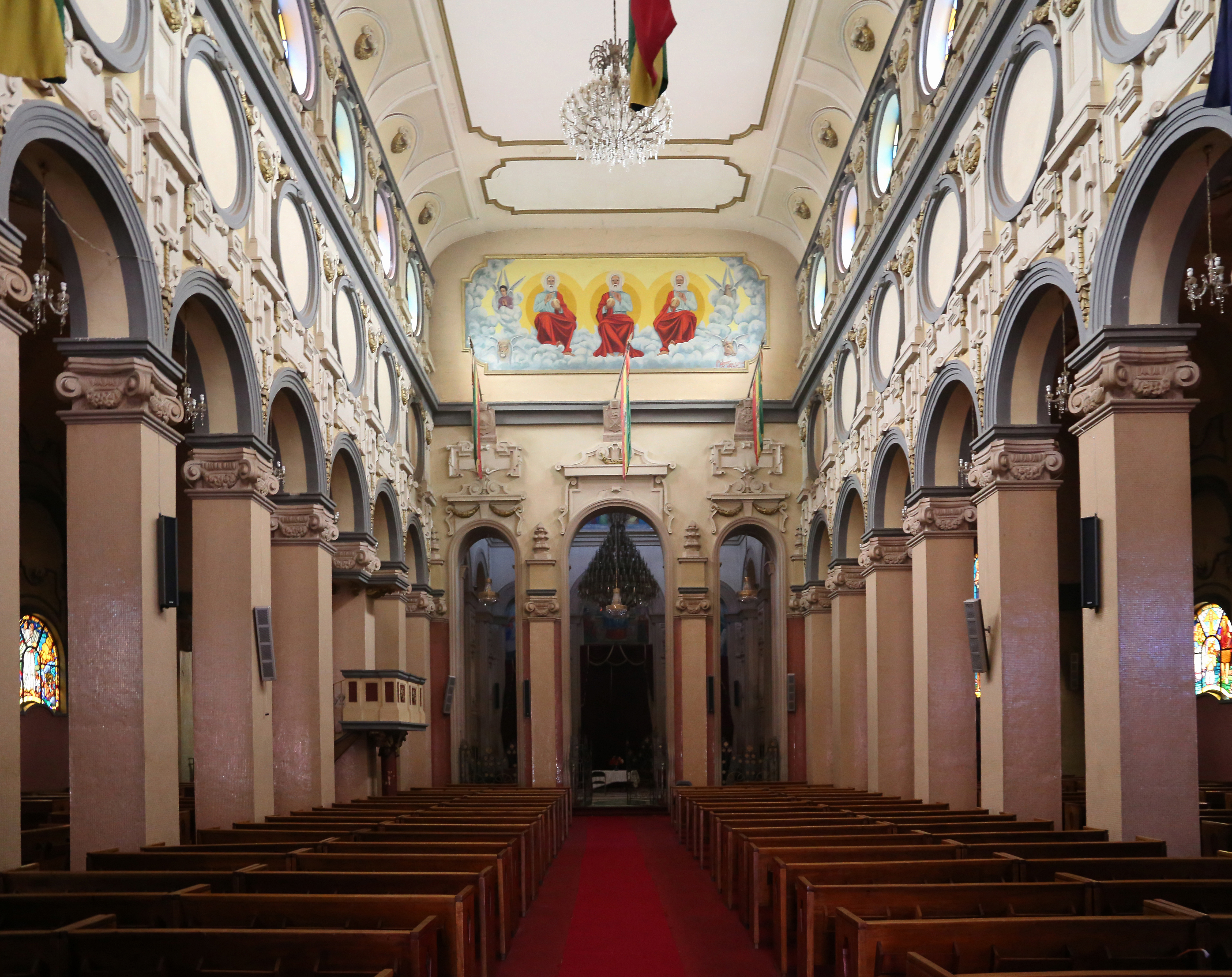
內部
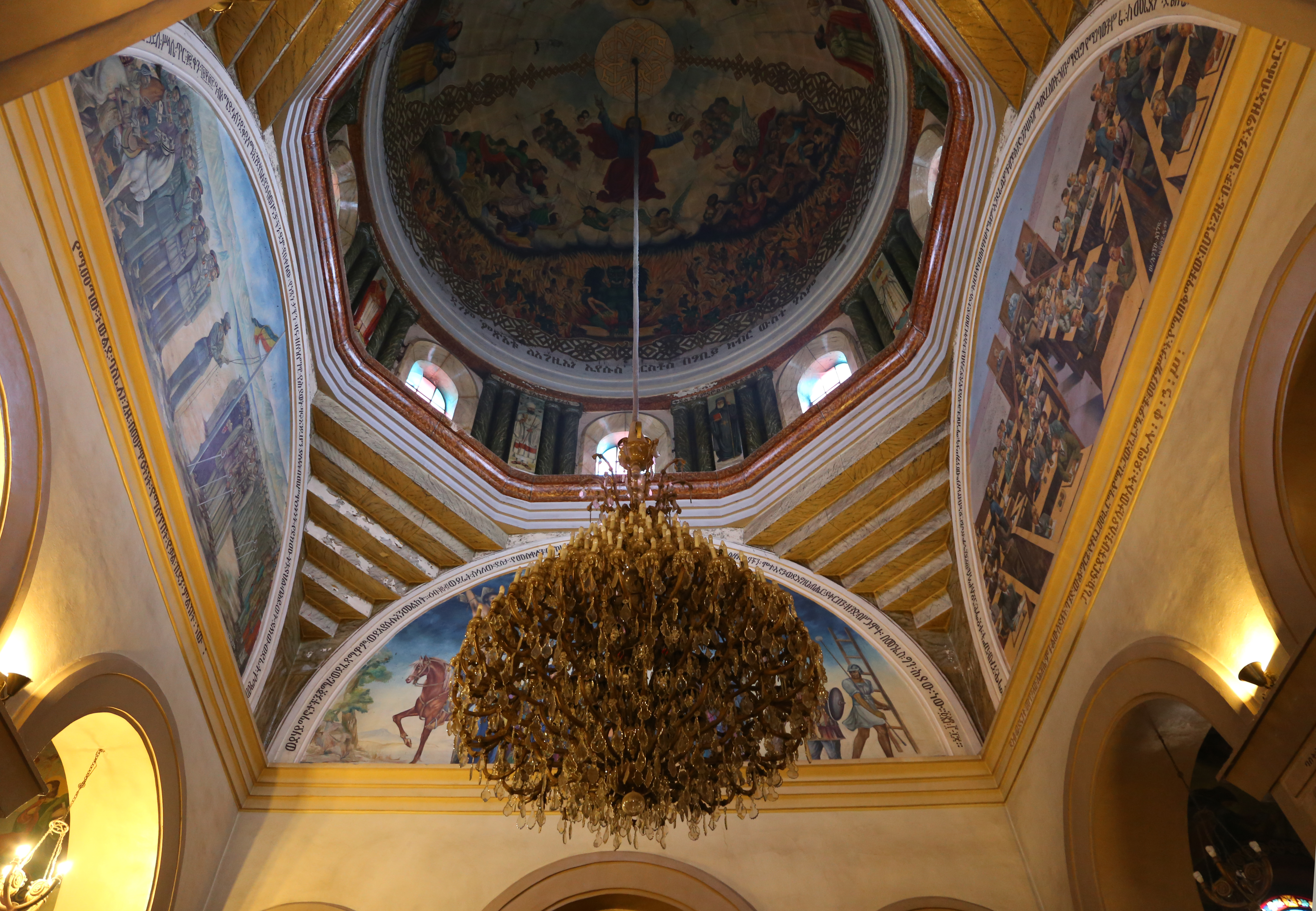
內部
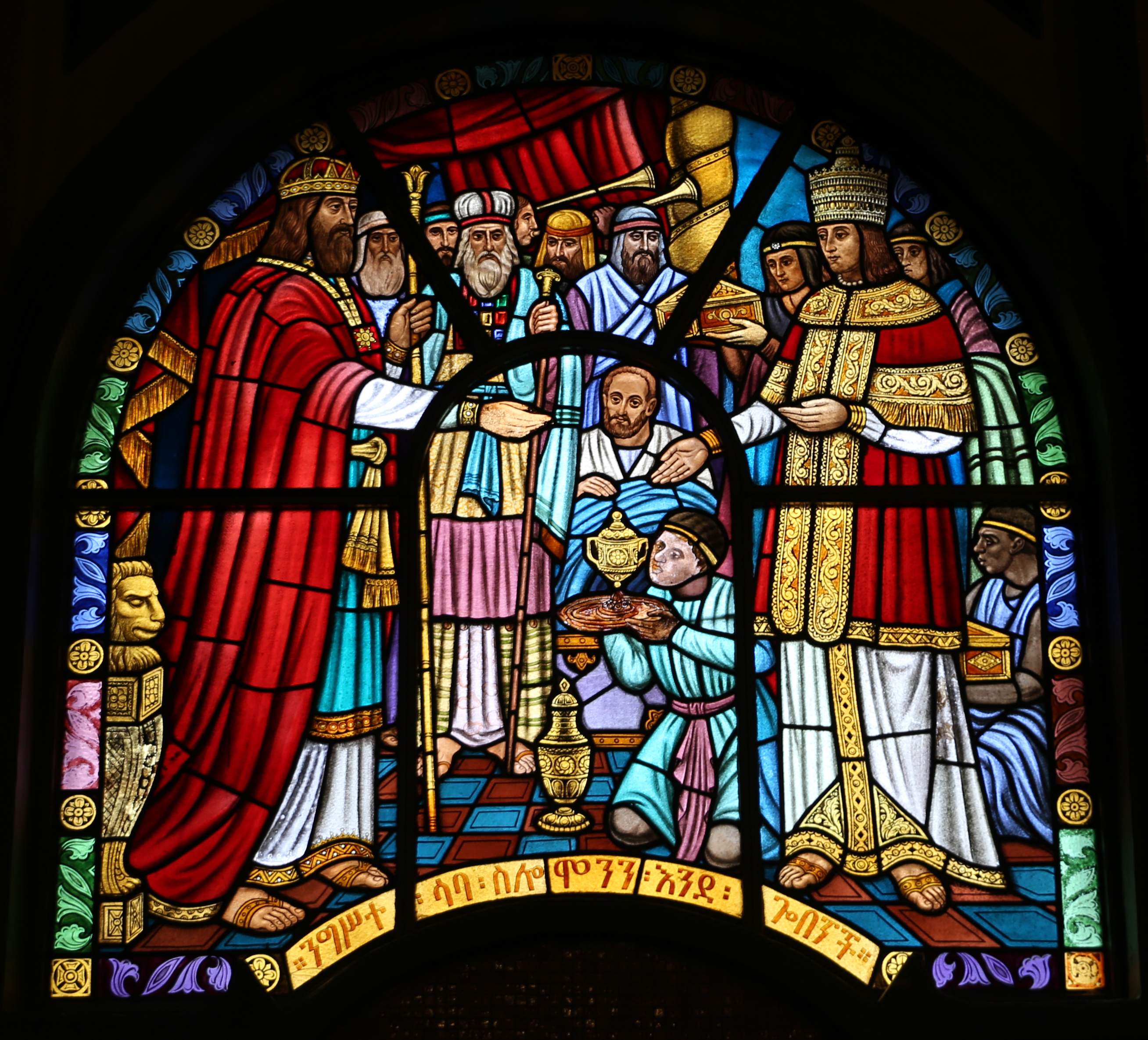
內部的玻璃花窗

## 外部連結
维基共享资源上的相關多媒體資源：圣三一主教座堂
- Holy Trinity Cathedral at www.sacred-destinations.com